# L'Accent catalan
L'Accent catalan est le magazine départemental du conseil départemental des Pyrénées-Orientales. Il est publié à Perpignan depuis octobre 1999.

## Historique
Le numéro 1 de L'Accent catalan parait en octobre 1999. Il remplace les précédents titres périodiques du conseil général des Pyrénées-Orientales : 66 (1987-1993), puis Le Magazine du Conseil général des Pyrénées-Orientales (1993). Les directeurs de la publication sont alors Christian Bourquin et Claude Cansouline.

## Le contenu rédactionnel
Les articles du magazine traitent de l'ensemble des domaines d'intervention du conseil départemental des Pyrénées-Orientales dans le département : la solidarité, la santé, le réseau des routes départementales, les transports, l'aménagement, le patrimoine, l'environnement, les collèges, le tourisme, les services d'incendie et de secours.
Chaque numéro contient un dossier, constitué par une série d'articles et d'illustrations sur un thème d'actualité donné annoncé en couverture. Cette partie traite en général d'actions où le conseil général est particulièrement en pointe, et pilote par rapport à ce qu'il se fait ailleurs, par exemple sur le service départemental de bus à 1 €, ou bien sur des événements forts, comme les commémorations de la Retirada en 2009.
Català, la double page sur la culture catalane, se concentre sur l'identité catalane des Pyrénées-Orientales. Cette partie, parfois écrite en catalan, recense par exemple les établissements bilingues du département ou les outils pédagogiques développés pour l'apprentissage de la langue.

## La fabrication et la distribution
L’Accent catalan est financé à 100 % par le Conseil départemental. À ce titre, ce magazine départemental informe en priorité sur les décisions votées par l’assemblée départementale élue par les électeurs.
Il est distribué dans toutes les boîtes aux lettres du département, soit 190 000 foyers, ce qui en fait le premier magazine de presse écrite des Pyrénées-Orientales. À titre de comparaison, le quotidien L'Indépendant a une circulation de 67 000 exemplaires en 2005.
Son coût de fabrication est de 700 000 € par an.